# Gotes
Gotes (títol original: Drops) és un curtmetratge danès del 2017 dirigit per Karsten Kjærulf-Hoop i Sarah Jungen. Es va projectar a la Mostra Internacional de Cinema d'Animació de Catalunya de 2018.

## Acció
El nen gota d'aigua Philly neix en un núvol sobre Dinamarca i forma part del cicle de vida de l'aigua per primera vegada. Aterra i cobra vida entre altres gotes d'aigua. En Philly coneix la noia gota Lilly i junts juguen i exploren la seva materialitat. Però la pluja no pot durar per sempre, i quan el sol apareix darrere del núvol, la por s'escampa entre les gotes. Però la curiositat ingènua d'en Philly el fa diferent de les altres gotes d'aigua. Juntament amb la Lilly, es proposa esbrinar què passa quan surts cap als raigs del sol.